# Lava Creek (Gardner River)
Der Lava Creek ist ein etwa 25 km langer, rechter Nebenfluss des Gardner River im äußersten Nordwesten des US-Bundesstaates Wyoming. Er fließt auf seiner gesamten Länge durch den Yellowstone-Nationalpark.

## Verlauf
Der Lava Creek entspringt nordwestlich des Observation Peak auf etwa 2690 m Höhe in der Washburn Range im zentralen Norden des Yellowstone-Nationalparks. Von dort fließt er zunächst westlich des Cook Peak in nordwestliche Richtung und wendet sich am Ausgang des Arrow Canyons und nach Zufluss des Arrow Canyon Creek nach Norden. Der Lava Creek fließt durch den nördlichen Teil des Parks und unterquert nach Einmündung des Lupine Creek die Grand Loop Road. Weiter flussabwärts erreicht er den Lava Creek Canyon, in dem er über die 18 m hohen Undine Falls hinabfällt. Im Canyon verläuft zudem der Lava Creek Trail entlang des Flusses. Der Lava Creek fließt südlich des Mount Everts durch die Schlucht in westnordwestliche Richtung und mündet nach etwa 25 km im Sheepeater Canyon auf 1775 m Höhe in den hier nach Norden fließenden Gardner River, kurz vor dessen Mündung in den Yellowstone River. Der gesamte Flussverlauf befindet sich im Park County.

## Hydrologie
Der Lava Creek ist als Nebenfluss des Gardner River Teil des Einzugsgebietes des Yellowstone River, der über Missouri und Mississippi in den Golf von Mexiko entwässert. Das Einzugsgebiet des Lava Creek umfasst ein Areal von etwa 121 km² und grenzt an die Einzugsgebiete von Blacktail Deer Creek und Tower Creek im Osten, Gibbon River im Süden sowie Solfatara Creek und Gardner River im Westen.

## Galerie

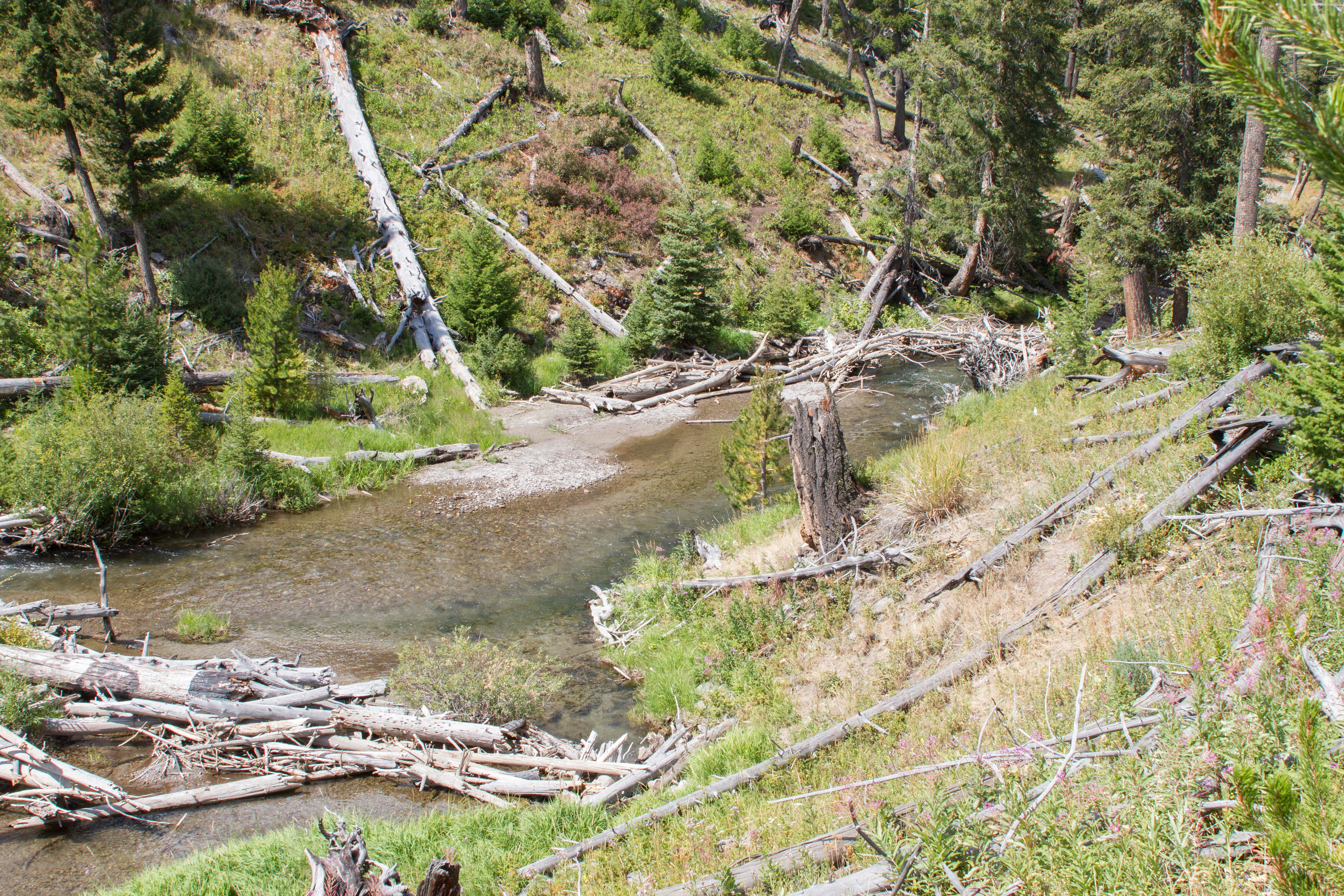
Lava Creek am Lava Creek Trail
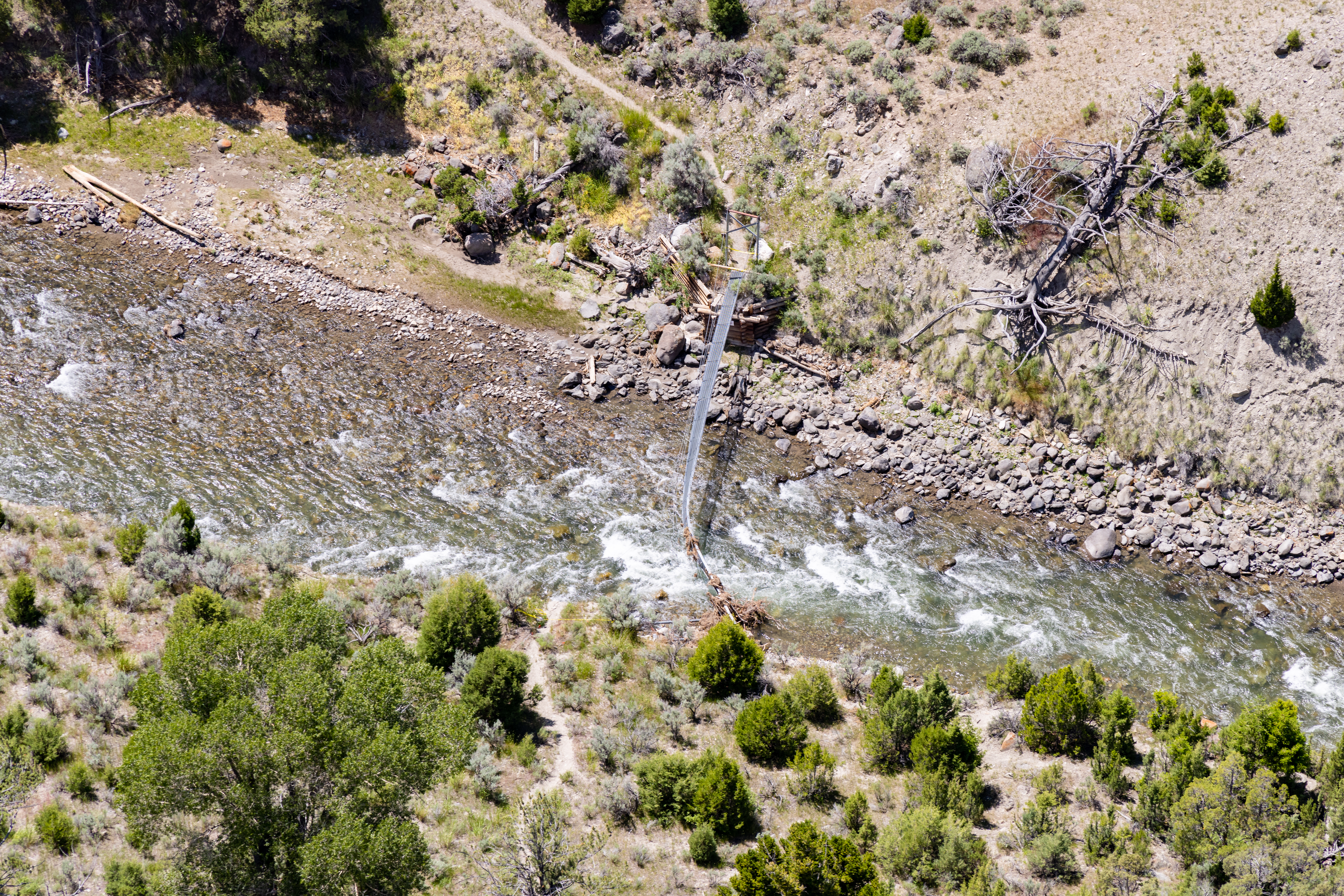
Fußgängerbrücke über den Lava Creek
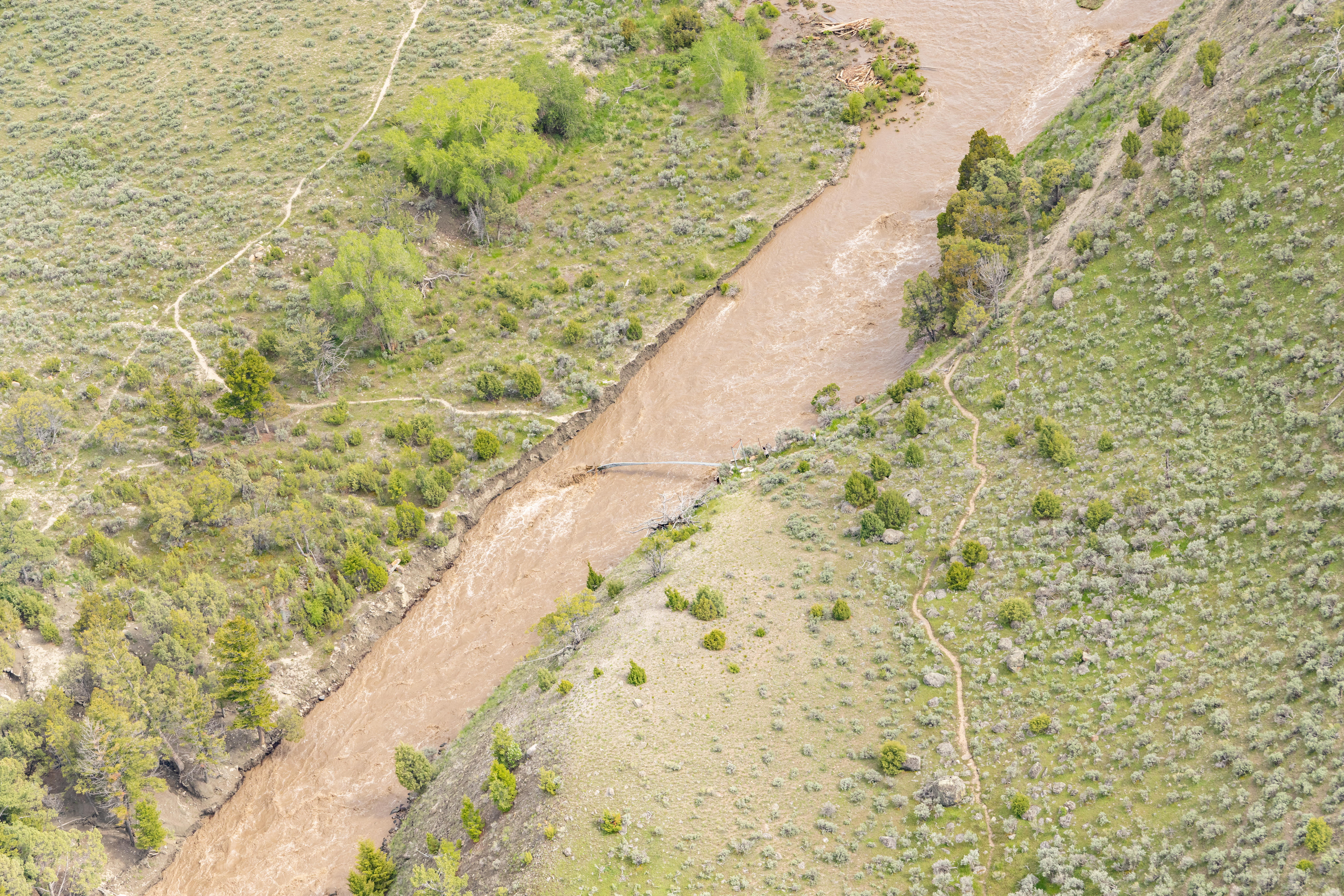
Der Fluss während der Flutkatastrophe 2022
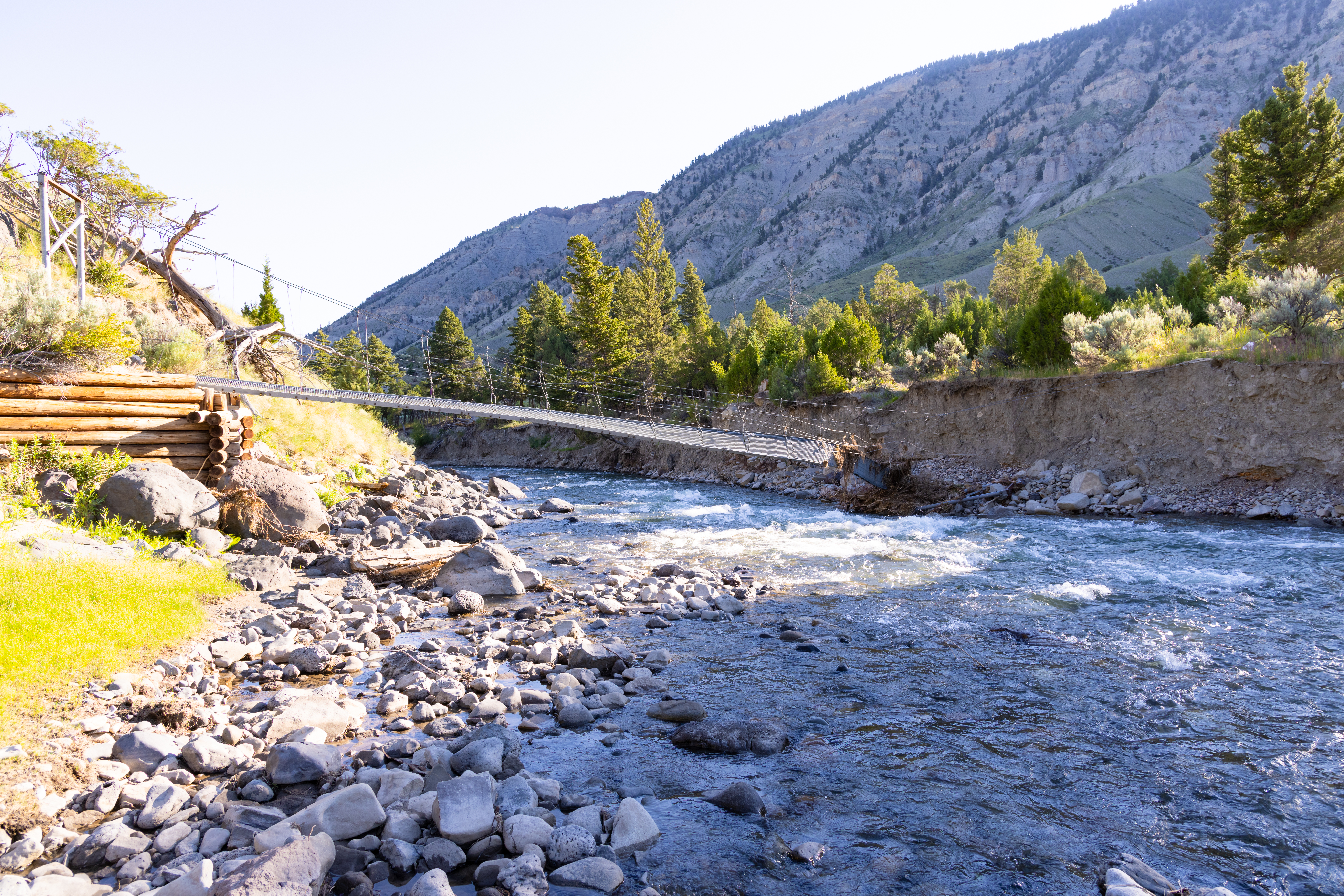
Die beschädigte Lava Creek Foot Bridge nach der Flutkatastrophe 2022
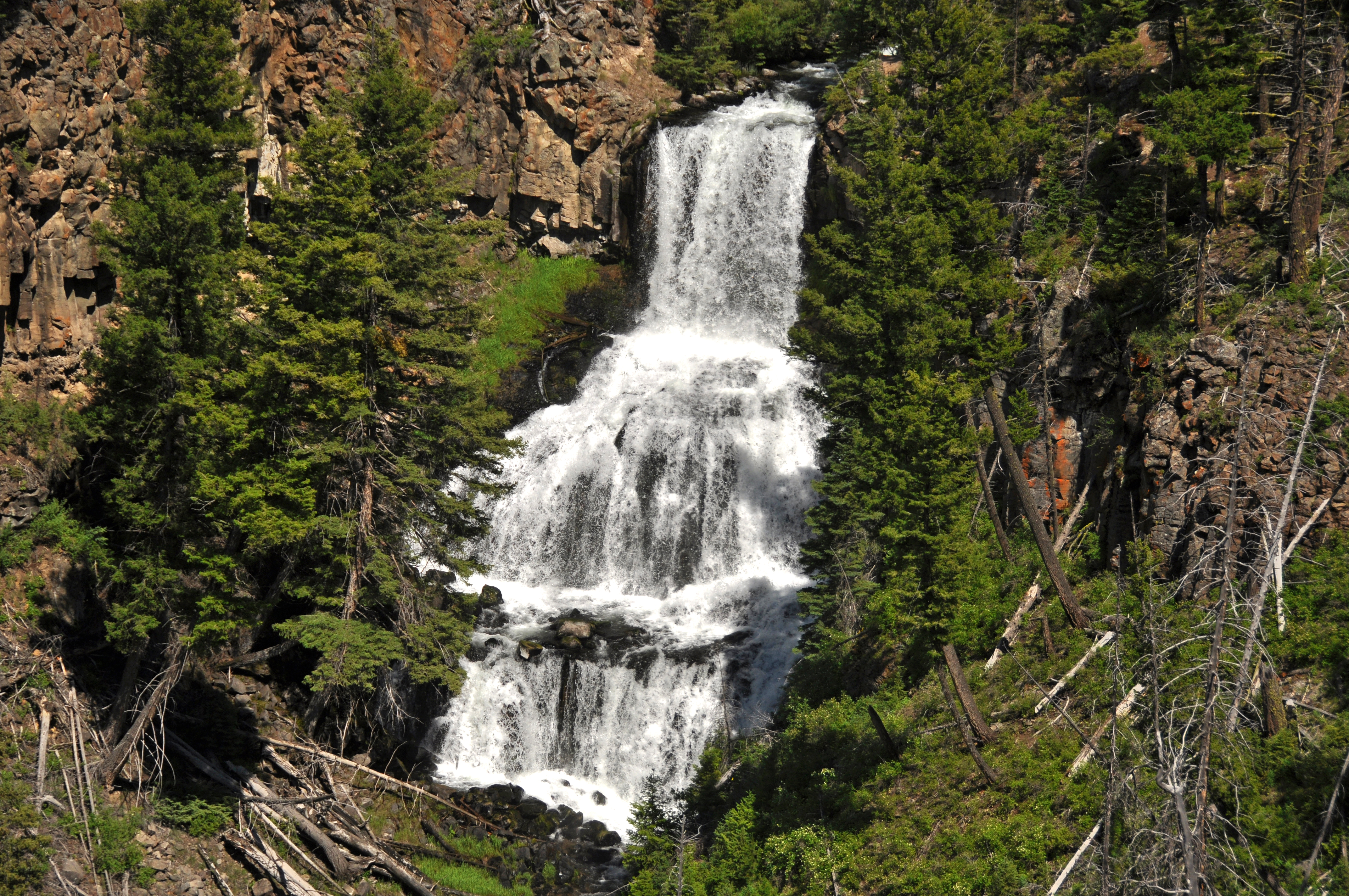
Lava Creek an den Undine Falls